# جاك وايت (لاعب كريكت أسترالي)
جاك وايت (8 يوليو 1999 - ) (بالإنجليزية: Jack White)‏ هو لاعب كريكت أسترالي. لعب مع Hobart Hurricanes ‏.

## وصلات خارجية
- جاك وايت (لاعب كريكت أسترالي) على موقع إي آس بي آن كريك إنفو (الإنجليزية)